# Sagem

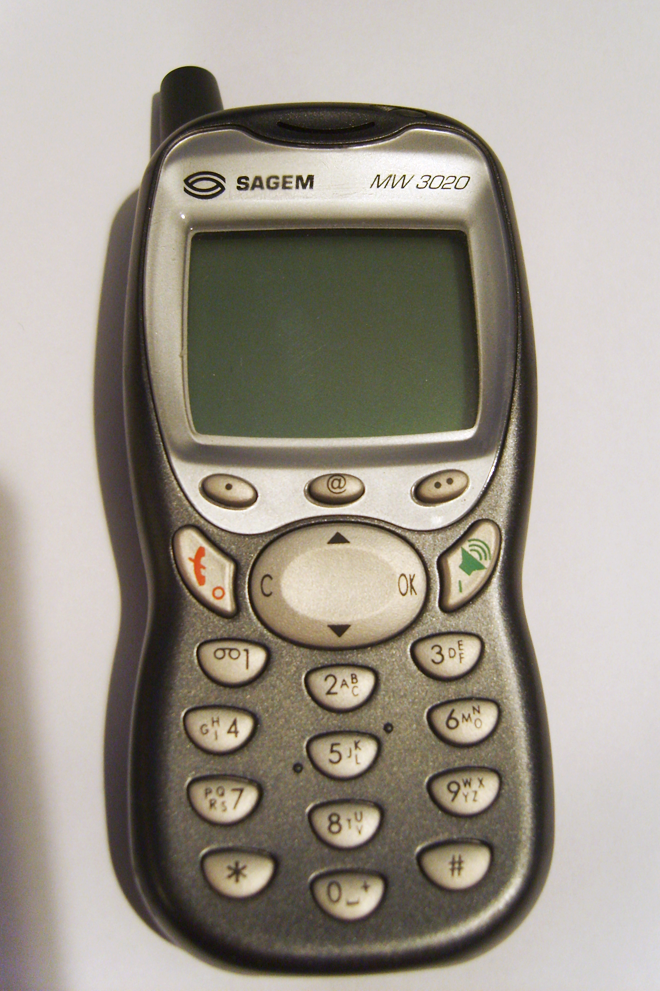
En Sagem MW3020, 2008

Sagem (franska: Société d’Applications Générales de l’Electricité et de la Mécanique) är en fransk elektroniktillverkare. Företaget tillverkar bland annat digitalboxar och mobiltelefoner.
Sagem hade 2003 14.675 anställda och en omsättning på 3,18 miljarder euro, varav 1,08 miljarder för divisionen för mobiltelefoner.

## Historik

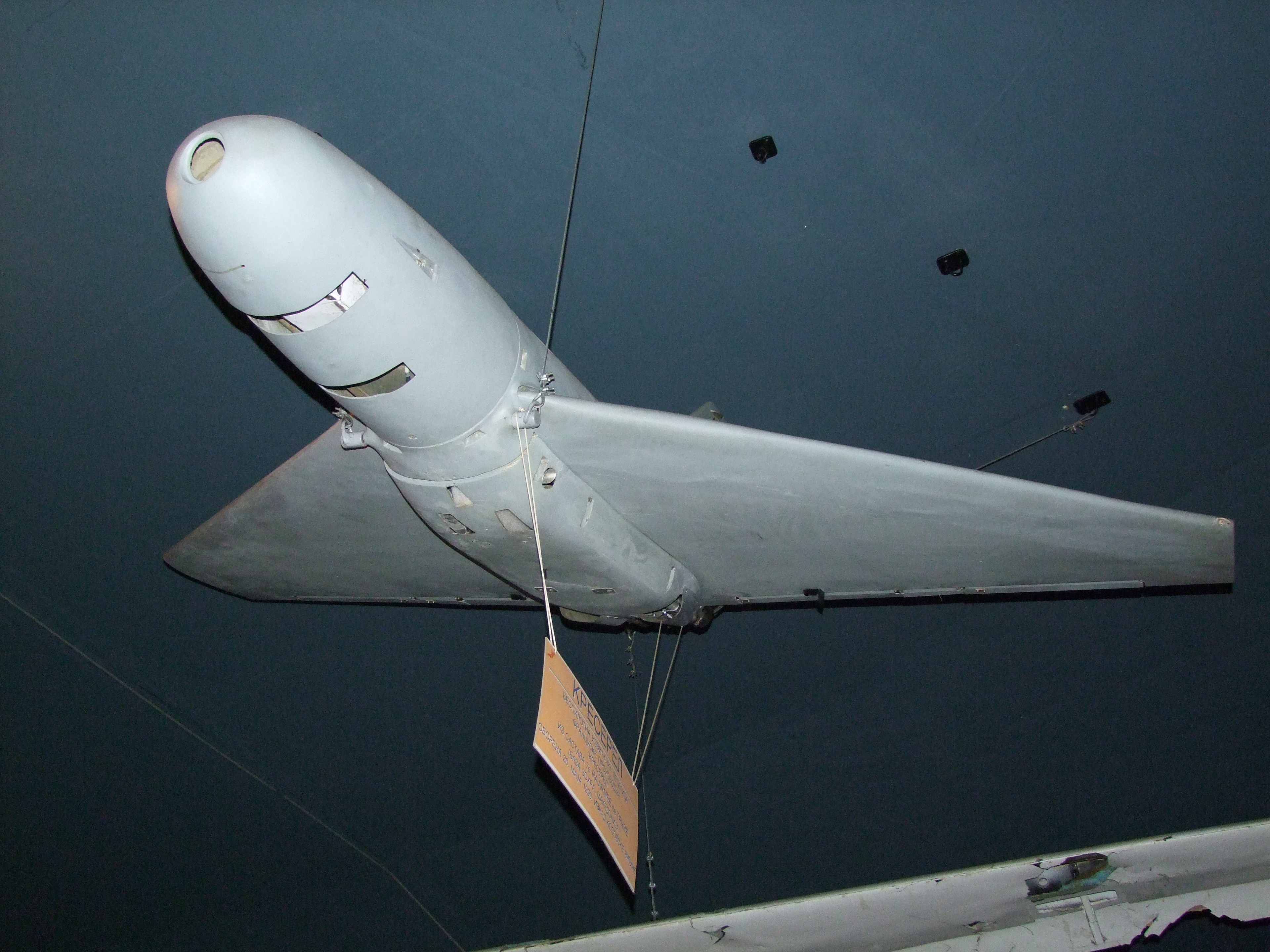
Drönaren Sagem Crécerelle

Företaget grundades 1925 i Paris som ett allmänt elektromekaniskt företag av den då 26-årige ingenjören Marcel Môme (född 1899), som tidigare arbetat på Michelin. Det flyttade 1934, då det hade 883 anställda, från Argenteuil till en nybyggnad i Montluçon. Det börsnoterades 1935. Tidiga produkter inkluderade elektriska komponenter, strömdistributionsutrustning, kameror, projektorer och militär utrustning. Expansion av produktlinjen kretsade runt telefoni och försvarselektronik. 
År 1939 köpte Sagem franska SA de Télécommunications (SAT).
År 1961 fick Sagem kontrakt om att tillhandahålla tröghetsnavigering för Frankrikes första ballistiska missiler, tillsammans med optik- och navigationssystem för ballistiska missilers ubåtar.
Under 1980- och 1990-talen expanderade Sagem inom telekommunikation och konsumentelektroniksindustri. Sagem Communications tillverkar digital-tv-mottagare samt bland annat fotoprintrar, fotoramar och DECT-telefoner.
Det fusionerades 2005 med flygmotortillverkaren Snecma till Safran.

## Mobiltelefoner
- myX-2
- myC5-2
- myC4-2
- myC3-2
- myC-3
- myC-3b
- myC2-3
- myC-1
- myX-8
- myX-7
- myX6-2
- myX5-2
- myX-4
- myX3-2
- myX2-2
- myX1-2
- my300X
- myZ-5
- myS-7
- myV-55
- myV-65
- myV-75
- myW-7
- myV-85